# Синьогуб Олег Анатолійович
Олег Анатолійович Синьогу́б (*19 квітня 1989, смт Драбів) — український футболіст, захисник футбольного клубу ЮКСА.

## Біографія
Вихованець клубу УОР міста Донецьк, перший тренер — Кубрушко М. М.

## Статистика виступів

### Професіональна ліга
| Сезон     | Команда                      | Турнір     | Матчі | Голи |
| --------- | ---------------------------- | ---------- | ----- | ---- |
| 2007–2008 | Дніпро (Черкаси)             | чемпіонат  | 4     | 0    |
| 2008–2009 | Дніпро (Черкаси)             | чемпіонат  | 22    | 2    |
| 2008–2009 | Дніпро (Черкаси)             | кубок      | 1     | 0    |
| 2008–2009 | Арсенал (Біла Церква)        | чемпіонат  | 1     | 0    |
| 2009–2010 | Арсенал (Біла Церква)        | чемпіонат  | 8     | 0    |
| 2009–2010 | Арсенал (Біла Церква)        | кубок      | 1     | 0    |
| 2009–2010 | Арсенал (Біла Церква)        | кубок ліги | 2     | 0    |
| 2009–2010 | Єдність (Плиски)             | чемпіонат  | 7     | 0    |
| 2010–2011 | Єдність (Плиски)             | чемпіонат  | 13    | 1    |
| 2010–2011 | Єдність (Плиски)             | кубок      | 2     | 0    |
| 2010–2011 | ФК «Полтава»                 | чемпіонат  | 8     | 4    |
| 2011–2012 | ФК «Полтава»                 | чемпіонат  | 19    | 0    |
| 2011–2012 | ФК «Полтава»                 | кубок      | 1     | 0    |
| 2012–2013 | Полтава-2-Карлівка (Полтава) | чемпіонат  | 29    | 1    |
| 2013–2014 | Славутич (Черкаси)           | чемпіонат  | 4     | 0    |
| 2013–2014 | Славутич (Черкаси)           | кубок      | 1     | 0    |
| 2014–2015 | Черкаський Дніпро            | чемпіонат  | 25    | 0    |
| 2014–2015 | Черкаський Дніпро            | кубок      | 1     | 0    |
| 2015–2016 | Черкаський Дніпро            | чемпіонат  | 1     | 0    |
| 2015–2016 | Черкаський Дніпро            | кубок      | 1     | 0    |